# هارتفوردشير الجنوبية الغربية (دائرة انتخابية في المملكة المتحدة)
هارتفوردشير الجنوبية الغربية (بالإنجليزية: South West Hertfordshire)‏ هي إحدى الدوائر الانتخابية في المملكة المتحدة الممثلة في مجلس العموم في برلمان المملكة المتحدة.
عضو البرلمان الذي يمثلها حالياً هو :Mr David Gauke (Con).